# Omer De Bruycker
Omer De Bruycker (né le 10 février 1906 à Zelzate et mort le 3 juin 1989 à Gand) est un coureur cycliste belge. Professionnel de 1930 à 1947 et spécialisé dans les courses de six jours, il en a remporté neuf.

## Palmarès
- 1931
  - Six Jours de Saint-Étienne
- 1932
  - Prix Goullet-Fogler (avec Jean Aerts)
- 1936
  - 2e des Six Jours de New York
- 1937
  - Six Jours de Bruxelles (avec Jean Aerts)
  - Six Jours de New York (avec Jean Aerts)
- 1938
  - Six Jours de Buffalo (avec Alfred Letourneur)
  - Six Jours de Chicago (avec Alfred Letourneur)
- 1939
  - Six Jours de Londres (avec Karel Kaers)
  - Six Jours de Copenhague (avec Karel Kaers)
  - 3e des Six Jours de Bruxelles
  - 3e des Six Jours d'Anvers
- 1940
  - Six Jours de Bruxelles (avec Karel Kaers)
- 1945
  - Prix Raynaud-Dayen (avec Achiel Bruneel)
- 1946
  - 3e des Six Jours de Paris
- 1947
  - Six Jours d'Anvers (avec Achiel Bruneel)